# Хейлины
Хейлины (лат. Cheilinus) — род лучепёрых рыб семейства губановых.  Распространёны в Индийском и Тихом океанах.
Известен с конца мелового периода по настоящее время.

## Виды
В состав рода включают 7 видов:
- Cheilinus abudjubbe Rüppell, 1835
- Cheilinus chlorourus (Bloch, 1791) — Зеленохвостый хейлин
- Cheilinus fasciatus (Bloch, 1791)
- Cheilinus lunulatus (Forsskål, 1775) — Перистохвостый хейлин
- Cheilinus oxycephalus Bleeker, 1853
- Cheilinus trilobatus Lacépède, 1801
- Cheilinus undulatus Rüppell, 1835